# Flughafen Albury

i8
i11
i13
Der Albury Airport (IATA-Code: ABX, ICAO-Code: YMAY) ist ein kleiner regionaler Flughafen, der sich in der Nähe der australischen Stadt Albury im Bundesstaat New South Wales befindet. Er dient auch der Stadt Wodonga, der Schwesterstadt von Albury, als Flughafen. Das Passagier-Terminal wurde 2008 erweitert, um den neuen Sicherheitsanforderungen und der steigenden Anzahl an Passagieren gerecht zu werden.

## Fluggesellschaften und Ziele
| Airlines                  | Destinations      |
| ------------------------- | ----------------- |
| Brindabella Airlines      | Canberra          |
| QantasLink                | Sydney, Brisbane  |
| Regional Express Airlines | Melbourne, Sydney |
| Virgin Australia          | Sydney            |

Auch Charter- und Frachtfluggesellschaften sowie Agrarflugzeuge nutzen den Flugplatz.